# Resolutie 3212 Algemene Vergadering Verenigde Naties
Resolutie 3212 van de Algemene Vergadering van de Verenigde Naties werd op 1 november 1974 aangenomen door de Algemene Vergadering, en vroeg dat de buitenlandse troepen die aanwezig waren op Cyprus na de Turkse inval eerder in het jaar zouden worden teruggetrokken.

## Achtergrond
Al meer dan tien jaar was de VN-vredesmacht UNFICYP aanwezig op Cyprus nadat er geweld was uitgebroken tussen de Griekse en de Turkse bevolking op het eiland. Eind 1974 ontstonden er opnieuw grote onlusten toen Griekenland er een staatsgreep probeerde te plegen, waarna Turkije Cyprus binnenviel en het noordelijke deel van het eiland bezette. Zij besloten in dat deel een aparte staat te stichten, de Turkse Republiek Noord-Cyprus.

## Inhoud
Er was over de kwestie-Cyprus gedebatteerd, en men had het rapport van het speciaal politiek comité erover ontvangen. De twee partijen in Cyprus waren in onderhandeling, met bemiddeling van secretaris-generaal Kurt Waldheim. De VN leverden er ook noodhulp aan de bevolking.
Alle landen werden opgeroepen de soevereiniteit, onafhankelijkheid, territoriale integriteit en niet-gebondenheid van Cyprus te respecteren. Er werd op aangedrongen dat alle buitenlandse (Griekse en Turkse) troepen op het eiland zich snel terug zouden trekken. Ook moesten alle vluchtelingen veilig naar huis kunnen weerkeren.